# Charis ocellata
Charis ocellata är en fjärilsart som beskrevs av William Chapman Hewitson 1967. Charis ocellata ingår i släktet Charis och familjen Riodinidae. Inga underarter finns listade i Catalogue of Life.